# Rainer Bieli
Rainer Bieli (Kestenholz, 22 febbraio 1979) è un allenatore di calcio ed ex calciatore svizzero, di ruolo attaccante.

## Carriera

### Club
Ha segnato più di 100 gol in carriera. Fino al 2007 ha giocato nella massima divisione svizzera, concludendo i suoi ultimi anni da professionista in seconda divisione, dove ha saputo mantenere una media reti/partita di 0,43.

## Palmarès

### Club

#### Competizioni nazionali
- Campionato svizzero: 1

Grasshoppers: 2000-2001